# В горах моё сердце (фильм, 1967)
«В горах моё сердце» — советский короткометражный фильм 1967 года по мотивам одноимённого рассказа Уильяма Сарояна. Студенческая работа Рустама Хамдамова, Ирины Киселёвой и оператора Владимира Дьяконова.
Фильм стал дебютом Рустама Хамдамова как режиссёра; кроме того, он исполнил одну из ролей — тапёра, появляющегося в нескольких сценах на протяжении всей картины. В фильме на экране впервые появилась Елена Соловей, тогда ещё студентка.
В СССР фильм не выходил в прокат и не был показан по телевидению, более того — из фильмотеки ВГИКа был выкраден негатив картины, остались только её копии.
Фильм стилизован под немое кино начала XX века. Он идёт целиком под аккомпанемент фортепиано, реплики персонажей озвучиваются закадровым голосом чтеца, а также появляются в виде надписей.

## Сюжет
Начало XX века. В небольшом городке появляется пожилой господин в пальто и шляпе, под мышкой у него труба, на которой он время от времени играет. Девушка, которая прогуливается по городу, и мальчик по прозвищу Чучело просят господина сыграть ещё и интересуются, кто он. Тот отвечает, что он — известный актёр Джаспер Мак-Грегор, и просит мальчика подать ему стакан воды. С балкона их разговор слышат отец и бабушка мальчика, которые приглашают актёра к себе позавтракать.
Хозяин дома — «один из величайших неизвестных поэтов мира», он беден и посылает Чучело в лавку господина Козака, чтобы попросить продуктов в кредит. Козак сначала отказывается в очередной раз предоставлять кредит, однако потом уступает и даёт мальчику хлеба, сыра и бутылку вина. Выходит очаровательная дочь хозяина, Козак сетует, что она не хочет стоять за прилавком.
Чучело приносит продукты домой. Поэт, бабушка, Чучело и Мак-Грегор завтракают. Чучело играет на банджо. Бабушка рассказывает о том, как в молодости она, будучи оперной певицей, объездила весь свет и переодевалась в самые разные костюмы. Она даже порывается и сейчас показаться Мак-Грегору в каком-нибудь экзотическом платье. Чтобы отблагодарить хозяев, актёр достаёт трубу и играет «песню, которая заставит ваше сердце трепетать от горя и радости». Люди выходят из домов, чтобы послушать музыку.

## В ролях
- Вячеслав Кулешов — Чучело
- Александр Костомолоцкий — Джаспер Мак-Грегор
- Сергей Годзи — поэт
- Пётр Репнин — булочник Козак
- Елена Соловей — дочь Козака
- Рустам Хамдамов — тапёр
- Анастасия Боброва — бабушка Чучела
- Людмила Назарова — Роза

## Съёмочная группа
- Режиссёры: Рустам Хамдамов, Ирина Киселёва
- Оператор: Владимир Дьяконов
- Художник: Ольга Кравченя
- Текст читает Ирина Карташёва
- Фортепиано: В. Чекин, Л. Назарова

## Отзывы
По мнению кинокритика Дмитрия Попова, «картина оказалась чем-то вроде дрожжевой закваски, на которой взошла в нашем кино стилистика ретро. Идеями и находками этого фильма она долгое время питалась, пользуясь недоступностью первоисточника… Предметный мир: соломенные канотье, кружевные веера, дамские шляпки и корсеты, старинные рояли и старинные велосипеды — непременный реквизит ретро-стилистики — именно отсюда начал путешествие из фильма в фильм, тиражированный оптом и в розницу, бесконечно часто и до оскомины однообразно».
В той же статье он отметил, что сюжет фильма «при всей своей незамысловатости… точно ложится на схему фильма о художнике, чрезвычайно популярного на рубеже 60-х и 70-х годов, когда к судьбам Пиросмани, Рублёва, Саят-Новы обратились крупнейшие наши режиссёры. Здесь те же смысловые акценты: тема трагического одиночества художника, тема непризнанного таланта, который выпадает из всякой социальной структуры, тема скитания по миру в поисках идеала, существующего где-то вне его… Но если авторы больших полотен разрабатывают эти темы с предельной серьезностью, тревогой и жесткостью, то вгиковские режиссёры прошлись по той же клавиатуре с грациозной ироничностью, с легкостью импровизирующего тапёра».
По мнению А. Туркия, «фильм не столько демонстрирует, сколько будит твое воображение, душу, способность к творчеству… Кадр Хамдамова перенасыщен предметами давно ушедшего, забытого обихода, каждый из которых в одно мгновение успевает рассказать тебе свою историю… У Хамдамова даже скромный титр „Мак-Грегор играет на трубе“ способен воздействовать сильнее любого реального соло на трубе, как угодно мастерски исполненного, ибо образ мелодии здесь каждый создает себе сам».
Андрей Михалков-Кончаловский заявлял, что картина Хамдамова «очень повлияла на меня — всё время работы над „Дворянским гнездом“ я находился под её обаянием».
В 1976 году на киностудии «Арменфильм» была снята другая экранизация рассказа Сарояна, цветной полнометражный фильм Левона Григоряна.